# Frédéric Guillaume Dufaux
Pour les articles homonymes, voir Dufaux.
Ne pas confondre avec son fils, le peintre suisse Frédéric Dufaux (1852-1943).
Frédéric Guillaume Dufaux, né à Ponts-de-Martel le 23 juin 1820 et mort à Genève le 19 septembre 1872, est un sculpteur suisse.

## Biographie
Il est issu d'une famille de peintres sur émail et de fabricants d'émaux,. Il vient à Genève vers 1848 et épouse Louise-Emma Lutz. Il est le père de Frédéric Dufaux, peintre suisse.
Il est l’élève de Louis Dorcière à l’École de modelage et de Jules Hébert à l’École des beaux-arts de Genève. Il fait de la sculpture industrielle pour le bâtiment, de la décoration de mobilier, des panneaux décoratifs d’intérieur. Il réalise des sculptures décoratives de façades d’édifices privés et publics de la ville de Genève, par exemple l'Hôtel Victoria ou l'Hôtel de la Paix à Genève. 
Parmi ses œuvres principales on peut citer : les deux lions à la porte principale du Parc de La Grange à Genève ; la fontaine de la Place de la Navigation à Genève ; le buste d’Ariane Revilliod-De La Rive dans le hall d’entrée du Musée Ariana ; le buste de Jean-Gabriel Eynard au Palais de l’Athénée ; le buste du peintre François Diday au Musée d'art et d'histoire de Genève ; le masque mortuaire de Ferdinand Lassalle.
En tant que sculpteur, il pratique l'art du buste et il réalise ceux de personnalités genevoises comme le médecin Louis-André Gosse, Anna Eynard-Lullin ou le poète John Petit-Senn.